# طواف إيطاليا 1990
طواف إيطاليا 1990 هو سباق دراجات هوائية أقيم في إيطاليا بتاريخ مايو 18 — يونيو 6، تكون السباق من 19 مرحلة وامتدّ لمسافة 3450 كم بسرعة 37.609 كم/س، استغرق السباق 91 ساعة 51 دقيقة 06 ثانية. فاز به الإيطالي جياني بونيو.